# 地中海鰍
地中海鰍為輻鰭魚綱鯉形目鰍科的其中一種，為溫帶淡水魚，被IUCN列為瀕危保育類動物，分布於歐洲希臘地中海沿岸淡水流域，體長可達7.9公分，棲息在沙底質、水流緩慢的底層水域，生活習性不明。

## 扩展阅读
維基物種上的相關：地中海鰍